# Brandshagen
Brandshagen este o comună din landul Mecklenburg-Pomerania Inferioară, Germania.

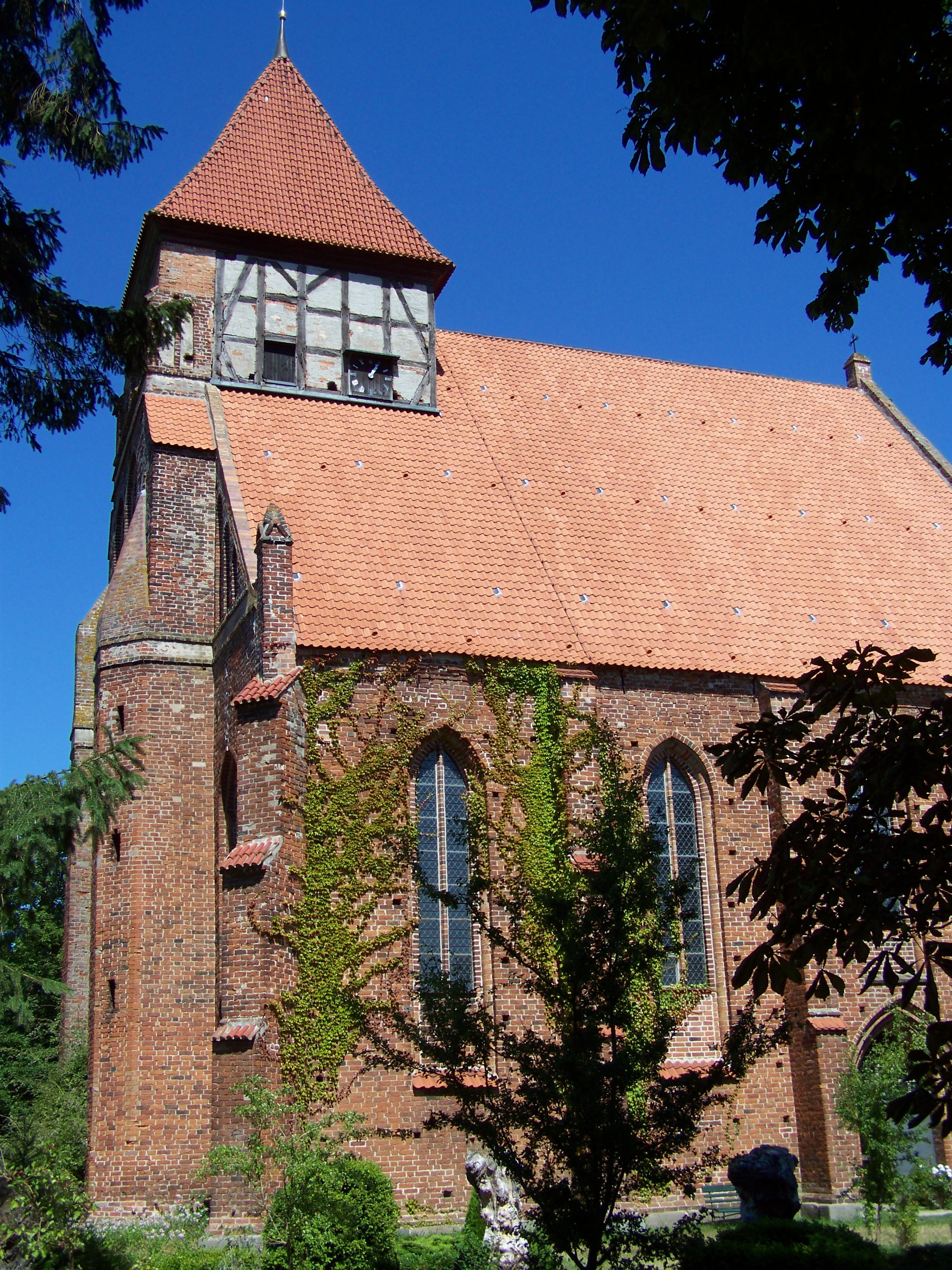
Dorfkirche

1. ↑  GeoNames